# Муньеса, Марк
Марк Мунье́са Марти́нес (исп. Marc Muniesa Martínez; род. 27 марта 1992 года в Льорет-де-Мар) — испанский футболист, защитник клуба «Люнгбю».

## Клубная карьера
Играет на позиции центрального защитника. Дебютировал в испанской Примере 23 мая 2009 в матче с «Осасуной», заменив бразильца Силвиньо. Матч закончился со счетом 1:0 в пользу «Осасуны». Из-за дефицита защитников главный тренер «Барселоны» Хосеп Гвардиола заявил Марка на финальный матч Лиги чемпионов против «Манчестер Юнайтед» (2:0) но тот так и не вышел на поле .
В начале июля 2013 года оформил свой переход в «Сток Сити». 6 августа 2015 года было объявлено о продлении контракта до лета 2019 года.
В августе 2017 года игрок подписал арендное соглашение на один год с испанским клубом «Жироной». Летом 2018 года она выкупила права футболиста.

## Достижения
«Барселона»
- Чемпион Испании: 2008/09
- Обладатель Кубка Испании: 2008/09
- Обладатель Суперкубка Испании (2): 2009, 2010
- Победитель Лиги чемпионов УЕФА: 2008/09
- Обладатель Суперкубка УЕФА: 2009